# Cabanes (kommun i Spanien, Katalonien)
Cabanes är en kommun i Spanien.   Den ligger i provinsen Província de Girona och regionen Katalonien, i den östra delen av landet, 600 km öster om huvudstaden Madrid. Antalet invånare är 931. Arean är 15,0 kvadratkilometer. Cabanes gränsar till Figueres, Masarac, Peralada, Vilabertran, Llers och Pont de Molins. 
Terrängen i Cabanes är platt.